# كانزيربيرو
تايرون خوسيه غونزاليس أوراما (بالإسبانية: Tirone José González Orama) ولد بتاريخ 11 مارس 1988 وتوفي في 20 يناير/كانون الثاني 2015، وهو معروف باسم كانزيربيرو (بالإسبانية: Canserbero)، هو مغني وكاتب أغاني فنزويلي من كراكاس.

## النشأة
ولد تايرون خوسيه في كاراكاس عاصمة فنزويلا، وقد خسر والدته في وقت مبكر من حياته بعدما فارقت الحياة، لذلك فقد تكلف والده خوسيه رافائيل غونزاليس بالاهتمام به وتربيته منذ طفولته، حيث عاشا في كاراكاس لبعض الوقت قبل أن ينتقلا إلى ماراكاي في أراغوا وهو لم يتجاوز سن الحادية عشر بعد، وقد بدأ في نفس السن الانخراط في عالم الموسيقى وحرية التعبير الموسيقي.

## الموت
توفي كانزيربيرو يوم 20 يناير من العام 2015، ويبدو أنه قد تعرض لعملية القتل والانتحار وذلك في مدينة ماراكاي، لكن بعض المصادر رشحت أنه انتحر كونه كات يعاني من الاكتئاب (على الرغم من أن أفراد الأسرة قالوا وأكدوا على أنه لم يكن يعاني من أي مرض عقلي).
تزعم عائلة كانزيربيرو أنه قد تعرض لطعن حتى الموت ثم تم رميه من الطابق العاشر من المبنى لإيهام الشرطة بأنها حالة انتحار وليس قتل.

## الألبومات

### ألبومات استوديو
| الألبوم                                                   | سنة الإصدار |
| --------------------------------------------------------- | ----------- |
| Can + Zoo indigos                                         | 2008        |
| Nuestra Doctrina No Es Un Dogma Es Una Guia Para La Acció | 2009        |
| Vida                                                      | 2010        |
| Muerte                                                    | 2012        |
| Apa y Can                                                 | 2013        |

## وصلات خارجية
- كانزيربيرو على موقع IMDb (الإنجليزية)
- كانزيربيرو على موقع ميوزك برينز (الإنجليزية)
- كانزيربيرو على موقع أول ميوزيك (الإنجليزية)
- كانزيربيرو على موقع ديسكوغز (الإنجليزية)

- موقع في الذاكرة